# 高麗郡
- 令制国一覧 > 東海道 > 武蔵国 > 高麗郡
- 日本 > 関東地方 > 埼玉県 > 高麗郡

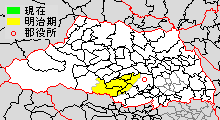
埼玉県高麗郡の範囲

高麗郡（こまぐん）は、埼玉県（武蔵国）にあった郡。

## 郡域
現在の行政区画では概ね以下の区域に相当する。
- 日高市（全域）
- 鶴ヶ島市（全域）
- 川越市（入間川以西）
- 狭山市（同上）
- 入間市（大字野田、仏子、新光）
- 飯能市（大字坂石、坂石町分、南、南川、北川、高山、坂元、上名栗、下名栗を除く全域）

## 歴史
716年6月10日（霊亀2年5月16日）、朝廷が駿河など7ヶ国に居住していた旧高句麗からの渡来系移民1,799人を武蔵国の一部に移し、高麗郡を設置したとされる。初代郡司は高麗若光で、666年に高麗の副使として天智天皇に貢ぎ物を捧げている。
日本書紀に書かれた記録の一部は以下。天智５年（666年）「百済人男女２千余人東国移住」天武13年（684年）「百済人僧尼以下23人を武蔵國へ移す」持統元年（687年）「高麗人56人を常陸國、新羅人14人を下野國へ移住」「高麗の僧侶を含む22人を武蔵國へ移住」。
設置時の郡域は現在の日高市と飯能市のそれぞれ一部であり、律令制下では小郡に分類されていた。『倭名類聚抄』には高麗郷（現在の日高市高麗本郷付近）・上総郷（現在の飯能市北東部）の二郷の名が記されている。郷名から高麗郷には旧高句麗の遺民（国が滅びて残った民）が、上総郷には上総国からの移民が配置されたものと考えられている。
中世以降郡域が東側の入間郡・比企郡方面に拡大し、江戸時代には現在の鶴ヶ島市全域・日高市のほぼ全域および飯能市の東半分、川越市・狭山市・入間市のそれぞれ北西側の一部を含む地域となり、入間川が入間郡との境界となっていた。
廃藩置県後に行われた全国的な府県統合に伴い入間県→熊谷県→埼玉県と所属を変え、1878年（明治11年）7月22日、郡区町村編制法制定に伴い、行政区域としての高麗郡が誕生した。高麗郡役所は郡の中心地であった飯能町ではなく、入間郡と共同で川越町に置かれていた。1896年（明治29年）3月29日、郡制の施行のため入間郡に編入されて消滅した。

### 近代以降の沿革
- 「旧高旧領取調帳」に記載されている明治初年時点での支配は以下の通り。●は村内に寺社領が、○は寺社除地（領主から年貢免除の特権を与えられた土地）が存在。幕府領は松村忠四郎支配所が管轄。（127村）

- 慶応4年
  - 6月17日（1868年8月5日） – 関東在方掛の旧岩鼻陣屋に岩鼻県が設置され、幕府領の一部（中藤村中郷・中藤村上郷）を管轄。
  - 6月29日（1868年8月17日） – 韮山代官所が韮山県となり、幕府領・旗本領のほぼ全域（中沢村を除く）を管轄。
  - 7月10日（1868年8月27日） - 旧幕府代官の松村長為（忠四郎）が武蔵知県事に就任。引き続き中沢村を管轄。
  - 8月8日（1868年9月23日） - 武蔵知県事が松村長為から古賀定雄（一平）に交代。
  - 前橋藩の領地替えにともない、旧幕府領・旗本領のうち野田新田・築地新田・根岸村・小堤村・五味ヶ谷村・中藤村中郷・中藤村上郷が前橋藩の管轄となる。また、前橋藩領のうち天沼新田が韮山県の管轄となる。
  - 一橋徳川家領のうち原市場村・曲竹村・唐竹村・赤沢村が岩鼻県、残部が韮山県の管轄となる。
- 明治2年
  - 1月13日（1869年2月23日） - 武蔵知県事・古賀定雄の管轄区域に品川県を設置。
  - 4月 – 当郡内の品川県の管轄地域（中沢村）が韮山県に移管。
- 明治4年
  - 7月14日（1871年8月29日） - 廃藩置県により、藩領が岩槻県、前橋県、久留里県、古河県、佐倉県となる。
  - 11月14日（1871年12月25日） - 第1次府県統合により、全域が入間県の管轄となる。
- 1873年（明治6年）
  - 6月15日 - 入間県が群馬県（第1期）と合併して熊谷県となる。
  - 下井上村・上井上村が合併して井上村となる。（126村）
- 1874年（明治7年）（121村）
  - 鹿山新田・旗本上知鹿山村が鹿山村に、日向市原組・日向市原組新田が高麗本郷に、曲竹村が原市場村にそれぞれ編入。
- 1875年（明治8年）（114村）
  - 町屋新田が町屋村に、四日市場新田が入間郡四日市場村に、脚折新田・脚折下新田が脚折村に、高倉新田・三角原新田が高倉村にそれぞれ編入。
  - 田波目村が入間郡多和目村のうち旧寺社領を編入。
- 1876年（明治9年）
  - 8月21日 - 第2次府県統合により、熊谷県が武蔵国の管轄地域を埼玉県に合併して群馬県（第2期）に改称。当郡域は埼玉県の管轄となる。
  - 高萩新田が高萩村に編入。（113村）
- 1879年（明治12年）（112村）
  - 3月17日 - 郡区町村編制法の埼玉県での施行により、行政区画としての高麗郡が発足。入間郡川越町に設置された入間郡役所が管轄。
  - 築地新田が野田村に編入。
- 1880年（明治13年） - 下高萩村が高萩村に編入。（111村）
- 1882年（明治15年） - 飯能村・久下分村・真能寺村が合併して飯能町となる。（1町108村）
- 1885年（明治18年） - 上大谷沢新田が大谷沢村に編入。（1町107村）

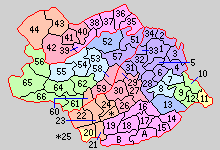
51.名細村 52.鶴ヶ島村 53.高萩村 54.高麗川村 55.高麗村 56.東吾野村 57.霞ヶ関村 58.柏原村 59.水富村 60.元加治村 61.加治村 62.精明村 63.飯能町 64.原市場村 65.南高麗村（紫：川越市 赤：狭山市 橙：入間市 水色：日高市 緑：飯能市 青：合併なし 1 - 44は入間郡）

- 1889年（明治22年）4月1日 - 町村制の施行により、以下の町村が発足。（1町14村）
  - 名細村 ← 鯨井村、上戸村、小堤村、下小坂村、下広谷村、平塚村、平塚新田、吉田村、天沼新田（現川越市）
  - 鶴ヶ島村 ← 脚折村、三ッ木村、三ッ木新田、五味ヶ谷村、戸宮村、大塚野新田、高倉村、町屋村、藤金村、上新田村、中新田村、下新田村、上広谷村、太田ヶ谷村（現鶴ヶ島市）
  - 高萩村 ← 高萩村、女影村、大谷沢村、下大谷沢村、田木村、馬引沢村、中沢村、下高萩新田、女影新田および入間郡森戸新田、駒寺野新田（現日高市）
  - 高麗川村 ← 原宿村、鹿山村、上鹿山村、中鹿山村、下鹿山村、田波目村、平沢村上組、平沢村中組、平沢村下組、猿田村、新堀新田、野々宮村（現日高市）
  - 高麗村 ← 高麗本郷、梅原村、新堀村、高岡村、清流村、楡木村、栗坪村、横手村、久保村、台村（現日高市）
  - 東吾野村 ← 井上村、白子村、長沢村、虎秀村、平戸村（現飯能市）
  - 霞ヶ関村 ← 笠幡村、的場村、安比奈新田（現川越市）
  - 柏原村（単独村制。現狭山市）
  - 水富村 ← 根岸村、上広瀬村、下広瀬村、篠井村（現狭山市）
  - 元加治村 ← 野田村、仏子村（現入間市）
  - 加治村 ← 川寺村、岩沢村、笠縫村、矢颪村、前ヶ貫村、阿須村、落合村（現飯能市）
  - 精明村 ← 小久保村、中居村、青木村、下加治村、芦苅場村、双柳村、宮沢村、平松村、川崎村、下川崎村（現飯能市）
  - 飯能町 ← 飯能町、中山村、久須美村、小瀬戸村、大河原村、小岩井村、永田村（現飯能市）
  - 原市場村 ← 原市場村、赤沢村、中藤村上郷、中藤村中郷、中藤村下郷、上赤工村、下赤工村、唐竹村（現飯能市）
  - 南高麗村 ← 下直竹村、上直竹村上分、上直竹村下分、苅生村、上畑村、下畑村、岩淵村（現飯能市）
- 1896年（明治29年）4月1日 - 入間郡・高麗郡および比企郡の一部の区域をもって、改めて入間郡が発足。同日高麗郡廃止。

## 建郡の目的
中央の朝廷が高麗郡を建郡した目的は、高句麗移民を1か所に移住・独立させ、その行政区に「高麗」の名称を冠することであった。それは、中国による渤海の冊封以降、律令国家の外交政策上重要な意義があったからである。しかし、高麗郡が建郡された土地は、新天地という点で新たな郡の設置に相応しい土地であったが、その一方で2000名を超える移民の生活を移住の当初から確保することは、困難を伴う土地でもあった。そこで、両者を並立させるために考えられた方法は、移民の持つ高度な技術力や能力を最大限に活用しながら新たな産業を興し育成することであり、早期に彼らを自立させることにあった。そのためには、官衙や地域社会が必要とする産業を興すことが重要であり、しかも手軽に収益を上げる方法が求められた。そこで選ばれた方法の一つが、須恵器生産を中心とする手工業生産であり、選ばれた場所が流通を視野に入れた東山道武蔵路に隣接する入間郡の若葉台遺跡群や、須恵器生産の経験を持つ比企郡の鳩山窯跡群であった。そうした計画の中心をなしたのは、武蔵国司や入間・比企郡司などであり、渡来系移民の中心的存在として活躍したのが背奈氏であったと考えられる。

## 高麗郡建郡1300年記念事業
2010年5月に高麗郡建郡1300年祭準備会としてスタートし、2015年に一般社団法人高麗1300（理事長:大野松茂）を設立。1300年の節目である2016年には埼玉県の事業として1300年記念事業が各種開催された。4月には、高麗若光の会が高麗神社に記念碑を建立し、高円宮妃久子ほか柳興洙駐日韓国大使、馳浩文部科学相らが建立を祝った。
また、翌年の2017年（平成29年）9月20日には、明仁天皇、美智子皇后が、私的旅行として高麗神社を参拝した。天皇の参拝は創建以来初めてである。ほかに高麗家住宅・巾着田を視察した。

## 行政
入間・高麗郡長
| 代 | 氏名 | 就任年月日                | 退任年月日                | 備考                           |
| -- | ---- | ------------------------- | ------------------------- | ------------------------------ |
| 1  |      | 明治11年（1879年）3月17日 |                           |                                |
|    |      |                           | 明治29年（1896年）3月31日 | 入間郡との合併により高麗郡廃止 |